# 田中隼磨
田中 隼磨（たなか はゆま、1982年7月31日 - ）は、長野県松本市出身の元プロサッカー選手。現役時代のポジションはMF（右ウイングバック、右サイドバック）、ディフェンダー（右サイドバック）。元日本代表。

## 来歴

### プロ入り前
桑田真澄のファンで野球をしていた父親は隼磨を野球選手にしたいと考え、小学校1、2年は足腰を鍛えるためにサッカーを、3年生からは野球をさせていた。しかし、小学校6年の時に肩を痛めたことでサッカーに転じる。中学時代は当時長野県の少年サッカー界に君臨したFC松本ヴェガでプレーした。
卒業後は単身横浜フリューゲルスのユースに加入、横浜Fの解散後は横浜F・マリノスユースへ移籍した。当時は金子勇樹とのコンビで中盤の底を務め、豊富な運動量でクラブユース選手権優勝に貢献。高円宮杯、Jユースカップでも3位、更にユースチームが天皇杯予選の決勝まで進出するなどの活躍に貢献し、トップチームにも2種登録選手として出場した。坂田大輔は横浜Fユース時代からの同期。

### 横浜F・マリノス
横浜商大高卒業後、トップ昇格した2001年はチームの補強の失敗により新人ながら多くの試合に出場する機会を得たものの結果を出せず、第2ステージ以降の緊急補強で出番を失った。翌2002年も出番が少ないことから6月にレンタル移籍で東京ヴェルディ1969に移籍した。東京Vでは、ロリ・サンドリ監督が田中のポジションをボランチから右サイドにコンバートし、これがうまくはまったことから一気にレギュラーを獲得した。
2004年に横浜FMに戻ったときには、当時右サイドのレギュラーだった佐藤由紀彦の怪我をきっかけにポジションを奪い、チームの不動の右サイドとして中心選手になる。2006年は序盤こそ吉田孝行の加入によりベンチスタートに甘んじる時期もあったが、即座にレギュラーを取り戻し、同年トリニダード・トバゴ戦で日本代表に初選出された。2007年1月、フランスリーグ1のASサンテティエンヌの練習に参加した。

### 名古屋グランパス
2009年1月、ユースから10年間所属していた横浜FMから3年契約の完全移籍で名古屋グランパスに移籍した。名古屋移籍後は右サイドバックのレギュラーを確保している。
2010年は累積警告による出場停止1試合を除く33試合に先発出場した。2013年は全試合に出場したものの、同年限りでの退団が発表された。

### 松本山雅
2014年1月6日、地元のチームである松本山雅FCへ加入。背番号は先輩の松田直樹が付けていた3番となる。松本のJ1昇格に貢献し、J2で一番活躍した選手に贈られるJ2 Most Exciting Playerを受賞した。
2016年、右目がほぼ見えない状態となり6月に｢右眼裂孔原性網膜剥離｣と診断され手術を受けた｡術後2週間は一日中ベッドでうつ伏せのままでの絶対安静という状況を乗り越え、8月19日に医師に完治との診断を受け、9月11日のJ2リーグ第31節京都戦にて復帰、フル出場を果たした。
2018年シーズンは、開幕から3試合連続で右サイドのレギュラーとして出場するも、チームがスタートダッシュに失敗し、自身も控えに回る事となった。しかし、9月1日の水戸ホーリーホック戦でスタメン出場し、その試合で大事な同点ゴールを挙げると、この試合以降全試合フル出場を果たしている。その活躍もあり、チームは4年ぶりのJ1昇格を果たした。
2022年11月17日に現役引退を発表。そして3日後、現役最後となった試合（相模原戦）では終盤に交代でピッチに入り、チームの決勝ゴールに繋がるロングパスを供給した。試合後の引退セレモニーでは、この年でチームが年間4位に終わりJ2復帰を果たせなかったことから、スピーチで「（サポーターの）皆さん、選手を甘やかしてはいけない。ダメな時はダメだと表現してください」等と訴えながら、自身に山雅の流儀を叩き込んでくれたサポーターに感謝の気持ちを伝えた。
2023シーズンより松本山雅FCのエグゼクティブアドバイザーに就任し（同年12月をもって辞任）、10月にJリーグ功労選手賞を受賞することが発表された。

## 特徴・評価
アテネオリンピック代表候補時代、持久力の指標となるVMAテスト（有酸素運動時における最大スピード測定）で25本という記録をマークしている。これは当時日本代表選手でトップのスタミナを持っていた加地亮の記録（23本）を超える、サッカー日本代表の全世代を通じての最高記録。田中も自身の持久力について「僕の持ち味」と語っている。

## 私生活・その他
- 2001年にモデルのMALIA.（新保真里有）と結婚したが、2004年に離婚した。MALIA.との間に1子（新保海鈴）あり、親権はMALIA.が持つこととなった。その後、2006年11月に再婚し、その妻との間に2007年10月18日に誕生した長男は「怪獣くん」という名でしばしばブログに登場している。
  - 2010年に2人目の男児、2013年に女児が誕生。
- 2006年にイビチャ・オシム率いる日本代表に招集され、初のA代表入りを果たした。
- 公式サイトのブログは誤字・脱字や突然の改行、「!」「…」「☆」の多用、息子「怪獣」の弟のはずがなぜか「怪獣Jr」、不思議な文体などがファンの話題となった。田中が試合の後に「今日は"2-2のスコアレスドロー"に終わった」という誤った表現（注：「スコアレスドロー」は得点が全く入らず"0-0"の引き分けに終わった時しか用いられない）をし、この誤記は長期間に渡って横浜FMサポーター内でネタにされた。また、元チームメイトの中澤佑二ブログの影響か関西弁調の文章もみられる（ちなみに中澤は埼玉出身。いずれも関西に地縁はない）。
- パスタ通で知られている。
- 2011年8月4日に他界した松田直樹とは横浜F・マリノスでチームメイトであり、松田を慕い、「（松田の）背中をみてきた」と述べている[15] 。マリノス時代は松田と熱くなりピッチ上で喧嘩をし、試合後に仲直りをよくしたと話している[16] 。
  - 2013年に名古屋を退団することを発表。松田と同じくチームでレギュラーを確保しながら契約非更新を告げられた[17] 。グランパスサポーターはクラブへの抗議のため、契約満了撤回を求める署名活動を行なった。J1チームからオファーはあったが、2014年から松田が最後に在籍していたチームで自身の地元であるJ2の松本山雅へ移籍。山雅側から松田が付けていた背番号3番を提示され、松田の実家に行き松田の姉から「もし山雅に行くのならぜひ3番をつけてください。直樹も絶対に喜ぶに違いありませんから」と言われ背番号を受け継ぐ覚悟を決意した[17] 。
  - 2014年11月1日にJ1への自動昇格を決めた直後、ユニフォームを脱ぎ名古屋時代から毎試合着用している「ありがとう松田直樹3」[18] と書かれたアンダーシャツ姿となりピッチ上で号泣した。また、5月に松田と同じ右膝半月板を損傷しながらも試合に出続けていたことを明かしている[19]。
  - 2015年5月23日にTBSで放送されている『バース・デイ』で「松田直樹の思いを受け継ぐ者…松本山雅FCの戦い」として密着特集された[20]（松田も2011年2月に同番組に出演している）。番組の中で、試合前のロッカールームで松田の写真を見て会話している事を話している。
  - 2018年シーズン限りで引退を表明した川口能活から連絡を貰い「もうお前のようなギラギラ感がなくなった。だからあとは任せた。マツ（松田）の分も頑張ってくれよ」と声を掛けられている[8]。
- プロ野球選手の内川聖一とは田中が横浜F・マリノス、内川が横浜ベイスターズに在籍していた頃からの友人｡内川は上記の松本がJ1への自動昇格を決めた試合を観戦し[21]、また田中も内川の所属する福岡ソフトバンクホークスの宮崎キャンプを訪問する[22] など、｢同じプロアスリートとして自分にとって凄く大切な存在｣と評している。
- 2016年5月に自伝『闘走心：一戦一勝一瞬に身を捧げる覚悟』を出版した[23]。
- 名古屋グランパス時代ではどの選手よりも試合に出してもらったと後のブログにて語っている。当時の監督のストイコビッチ監督にはミーティングでも、試合中でも、ハーフタイムでも名指しで怒鳴られ叱咤激励ならぬ叱咤ばかりだったと語っている。2013年末をもって名古屋を退団するときに一番に報告したのはストイコビッチ監督だった。ストイコビッチ監督は田中隼磨に対し「“俺がつくるチームにおいてお前が必要だった。この5年間、フィールドプレーヤーでお前が一番試合に出ている。それが答えだ。だから誰よりも厳しく接したし、厳しく要求もした。お前はそこに応えてくれたし、ピッチで返してくれた”」と優しい表情で伝えた。お互いに違うチームになった以降でも連絡を取り合うなど二人の間に強い信頼関係があったと言える。
  - そして、2022年11月をもって現役引退を表明した時にも、ワールドカップを目前に控えたストイコビッチ氏（セルビア代表監督）から電話で労いの言葉が送られ、その際、「お前のファイティングスピリットは俺にとってナンバーワンだった」と称賛された。前述の言葉を送られた時に嬉しくて涙が飛び出そうになったと語っている。上述の通り、名古屋時代は常に監督から叱咤ばかりされ、名古屋がJ1初優勝を決めた試合（2010年11月20日、湘南戦）でも“何やってんだ。もっといいクロスを上げろ”と叱られたことから、「闘莉王やナラさんたちは褒められるのに、そういうときに限って俺の名前は出てこない（笑）」と回想したのち、「だからあの人を絶対に認めさせようと、何クソという思いで頑張れたところもありました」と語っている[24]。

## 所属クラブ
- 1992年 - 1997年 FC松本ヴェガ（松本市立女鳥羽中学校）[25]
- 1998年 横浜フリューゲルスユース
- 1999年 - 2000年 横浜F・マリノスユース
- 2001年 - 2008年  横浜F・マリノス
  - 2002年 - 2003年  東京ヴェルディ1969（期限付き移籍）
- 2009年 - 2013年  名古屋グランパス
- 2014年 - 2022年  松本山雅FC

## 個人成績
| 国内大会個人成績 | 国内大会個人成績 | 国内大会個人成績 | 国内大会個人成績 | 国内大会個人成績 | 国内大会個人成績 | 国内大会個人成績 | 国内大会個人成績 | 国内大会個人成績 | 国内大会個人成績 | 国内大会個人成績 | 国内大会個人成績 |
| 年度             | クラブ           | 背番号           | リーグ           | リーグ戦         | リーグ戦         | リーグ杯         | リーグ杯         | オープン杯       | オープン杯       | 期間通算         | 期間通算         |
| 年度             | クラブ           | 背番号           | リーグ           | 出場             | 得点             | 出場             | 得点             | 出場             | 得点             | 出場             | 得点             |
| 日本             | 日本             | 日本             | 日本             | リーグ戦         | リーグ戦         | リーグ杯         | リーグ杯         | 天皇杯           | 天皇杯           | 期間通算         | 期間通算         |
| ---------------- | ---------------- | ---------------- | ---------------- | ---------------- | ---------------- | ---------------- | ---------------- | ---------------- | ---------------- | ---------------- | ---------------- |
| 2000             | 横浜FM           | 32               | J1               | 0                | 0                | 0                | 0                | 3                | 0                | 3                | 0                |
| 2001             | 横浜FM           | 20               | J1               | 16               | 0                | 5                | 0                | 0                | 0                | 21               | 0                |
| 2002             | 横浜FM           | 20               | J1               | 0                | 0                | 2                | 0                | -                | -                | 2                | 0                |
| 2002             | 東京V            | 31               | J1               | 16               | 2                | -                | -                | 0                | 0                | 16               | 2                |
| 2003             | 東京V            | 7                | J1               | 10               | 0                | 3                | 0                | 2                | 0                | 15               | 0                |
| 2004             | 横浜FM           | 17               | J1               | 23               | 1                | 5                | 0                | 2                | 0                | 30               | 1                |
| 2005             | 横浜FM           | 7                | J1               | 31               | 1                | 4                | 0                | 1                | 0                | 36               | 1                |
| 2006             | 横浜FM           | 7                | J1               | 34               | 5                | 9                | 2                | 1                | 0                | 44               | 7                |
| 2007             | 横浜FM           | 7                | J1               | 32               | 2                | 9                | 0                | 2                | 0                | 43               | 2                |
| 2008             | 横浜FM           | 7                | J1               | 32               | 1                | 8                | 1                | 4                | 1                | 44               | 3                |
| 2009             | 名古屋           | 32               | J1               | 29               | 0                | 2                | 0                | 6                | 0                | 37               | 0                |
| 2010             | 名古屋           | 32               | J1               | 33               | 0                | 5                | 0                | 3                | 0                | 41               | 0                |
| 2011             | 名古屋           | 32               | J1               | 34               | 1                | 2                | 0                | 5                | 0                | 41               | 1                |
| 2012             | 名古屋           | 32               | J1               | 31               | 1                | 1                | 0                | 3                | 0                | 35               | 1                |
| 2013             | 名古屋           | 32               | J1               | 34               | 1                | 5                | 0                | 0                | 0                | 39               | 1                |
| 2014             | 松本             | 3                | J2               | 39               | 0                | -                | -                | 1                | 0                | 40               | 0                |
| 2015             | 松本             | 3                | J1               | 34               | 0                | 2                | 0                | 4                | 0                | 40               | 0                |
| 2016             | 松本             | 3                | J2               | 28               | 1                | -                | -                | 0                | 0                | 28               | 1                |
| 2017             | 松本             | 3                | J2               | 40               | 1                | -                | -                | 1                | 0                | 41               | 1                |
| 2018             | 松本             | 3                | J2               | 23               | 2                | -                | -                | 2                | 0                | 25               | 2                |
| 2019             | 松本             | 3                | J1               | 31               | 0                | 2                | 0                | 1                | 1                | 34               | 1                |
| 2020             | 松本             | 3                | J2               | 18               | 0                | 1                | 0                | -                | -                | 19               | 0                |
| 2021             | 松本             | 3                | J2               | 1                | 0                | -                | -                | 0                | 0                | 1                | 0                |
| 2022             | 松本             | 3                | J3               | 1                | 0                | -                | -                | 0                | 0                | 1                | 0                |
| 通算             | 日本             | 日本             | J1               | 420              | 15               | 64               | 3                | 37               | 2                | 521              | 20               |
| 通算             | 日本             | 日本             | J2               | 149              | 4                | 1                | 0                | 4                | 0                | 154              | 4                |
| 通算             | 日本             | 日本             | J3               | 1                | 0                | 0                | 0                | 0                | 0                | 1                | 0                |
| 総通算           | 総通算           | 総通算           | 総通算           | 570              | 19               | 65               | 3                | 41               | 2                | 676              | 24               |

- 2000年はユース所属

その他の公式戦
- 2004年
  - Jリーグチャンピオンシップ 2試合0得点
- 2005年
  - スーパーカップ 1試合1得点
- 2016年
  - J1昇格プレーオフ 1試合0得点

| 国際大会個人成績 | 国際大会個人成績 | 国際大会個人成績 | 国際大会個人成績 | 国際大会個人成績 |
| 年度             | クラブ           | 背番号           | 出場             | 得点             |
| AFC              | AFC              | AFC              | ACL              | ACL              |
| ---------------- | ---------------- | ---------------- | ---------------- | ---------------- |
| 2004             | 横浜FM           | 17               | 2                | 0                |
| 2005             | 横浜FM           | 7                | 6                | 0                |
| 2009             | 名古屋           | 32               | 9                | 0                |
| 2011             | 名古屋           | 32               | 6                | 0                |
| 2012             | 名古屋           | 32               | 6                | 0                |
| 通算             | AFC              | AFC              | 29               | 0                |

その他の国際公式戦
- 2004年
  - A3チャンピオンズカップ 2試合0得点
- 2005年
  - A3チャンピオンズカップ 3試合0得点

## 代表歴
- U-21日本代表
  - 2002年 釜山アジア大会
- U-23日本代表
  - アテネオリンピック予備登録メンバー

### 試合数
- 国際Aマッチ 1試合 0得点(2006年)

| 日本代表 | 国際Aマッチ | 国際Aマッチ |
| 年       | 出場        | 得点        |
| -------- | ----------- | ----------- |
| 2006     | 1           | 0           |
| 通算     | 1           | 0           |

### 出場
| No. | 開催日         | 開催都市 | スタジアム                 | 結果                      | 監督             | 大会                   |
| --- | -------------- | -------- | -------------------------- | ------------------------- | ---------------- | ---------------------- |
| 1.  | 2006年08月09日 | 東京都   | 国立霞ヶ丘競技場陸上競技場 | ○2-0 トリニダード・トバゴ | イビチャ・オシム | キリンチャレンジカップ |

## タイトル

### クラブ
名古屋グランパス
- J1リーグ：1回（2010年）
- FUJI XEROX SUPER CUP：1回（2011年）

松本山雅FC
- J2リーグ：1回（2018年）

### 個人
- J2 Most Exciting Player（2014年）

## 書籍

### 著書
- 『闘争心：一戦一勝一瞬に身を捧げる覚悟』（カンゼン、2016年5月10日）ISBN 9784862553454